# Coleophora aequigesa
Coleophora aequigesa é uma espécie de mariposa do gênero Coleophora pertencente à família Coleophoridae.